# Ekenäs kyrka

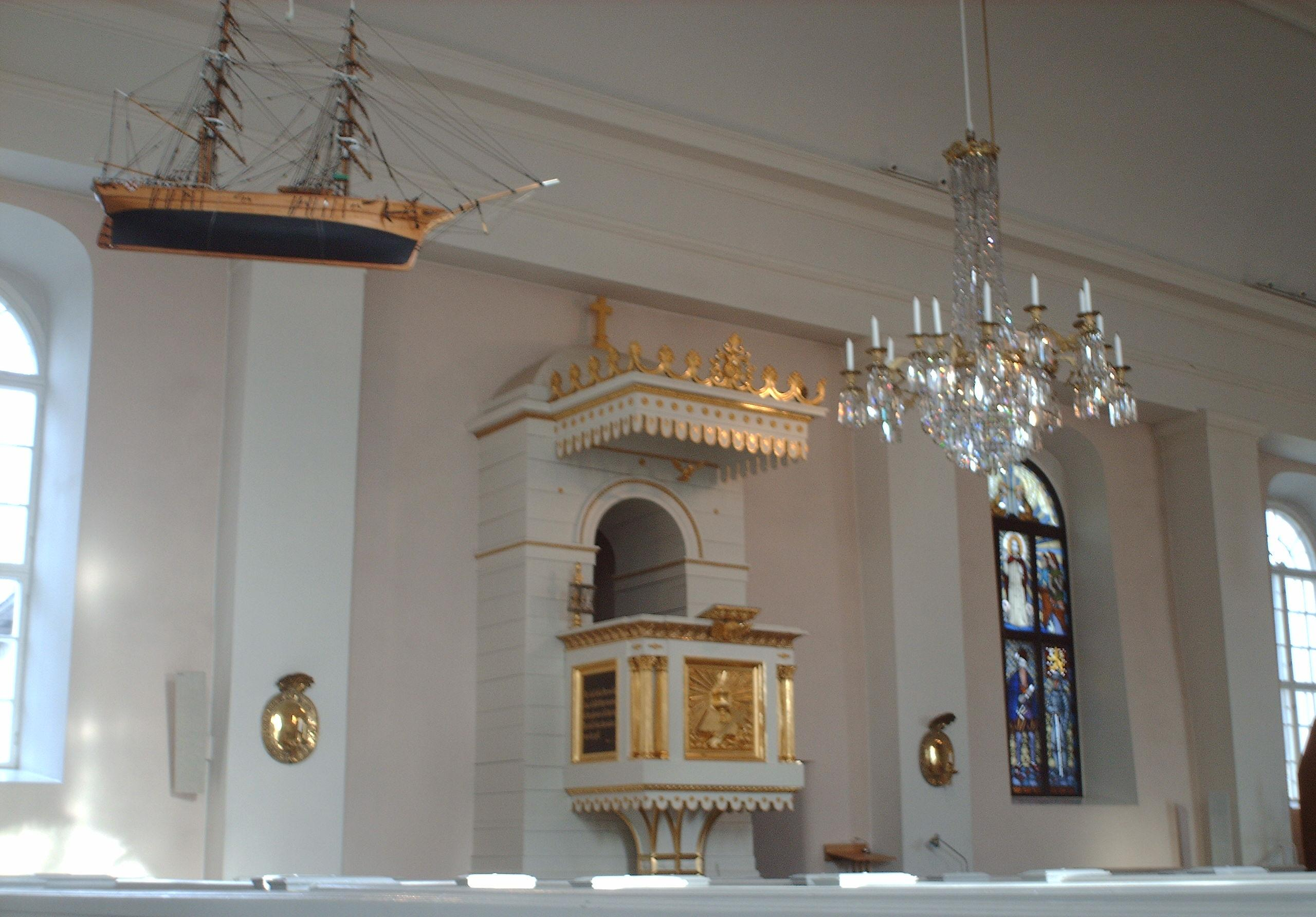
Predikstolen

Ekenäs kyrka (finska: Tammisaaren kirkko) ligger i Ekenäs, Raseborgs stad, Finland. Kyrkan byggdes ursprungligen på 1600-talet, men den fick sitt nuvarande utseende, enligt arkitekt Charles Bassis ombyggnadsritningar vilka genomfördes 1839–1842, efter den brand som härjade staden år 1821.

## Kort historik[1]
1546 Gustav Vasa ger Ekenäs stadsprivilegier.
1589 Greve Axel Leijonhufvud påbörjar uppförandet av en liten träkyrka.
1600 Yngre brodern Mauritz Leijonhufvud fullbordar kyrkbygget. I början på 1600-talet väcks tanken på att bygga en stenkyrka.
1651 Det nya kyrkbygget vidtar på initiativ av Gustaf Adolf Lewenhaupt. En tavla i sandsten föreställande honom och hans maka Christina Catharina De la Gardie finns kvar på kyrkans yttervägg.
1656 Greve Gustaf Adolf Leijonhufvud dör i sviterna han fick i 30-åriga kriget.
1680 Sonen Gustaf Mauritz Lewenhaupt fullbordar kyrkbygget i enlighet med faderns testamente. Den nya kyrkan uppförs i granit, 36 m lång, 17 m bred med 2 m tjocka väggar och ett ca 31 m högt torn.
1690 Den gamla träkyrkan rivs.
1821 Den 14 juni kl 04 utbryter en eldsvåda, som antänder kyrkans spåntak. Bara altaruppsatsen och några föremål kan räddas. Detta leder till att en ny byggnad uppförs i enlighet med Charles Bassis ritningar i nyklassicistisk stil. Anders Fredrik Granstedt fullbordar planeringen och bygget. Taket blir 10 m lägre, pelarna tas bort, nya stora fönster tas upp i de gamla murarna.
1842 Den nya kyrkan står klar, barock har blivit nyklassicism.
1957-59 Kyrkan restaureras och glasmålningarna av Karin Mazeitti-Slotte flyttas till norra sidan (målningarna gjordes 1924).
1987-90 Kyrkan renoveras på nytt. En av glasmålningarna flyttas till det södra korfönstret, altarväggen muras igen och marmoreras. Ekenäs kyrkas torn ligger nu 41,5 m över havet och 35,8 meter över marken.

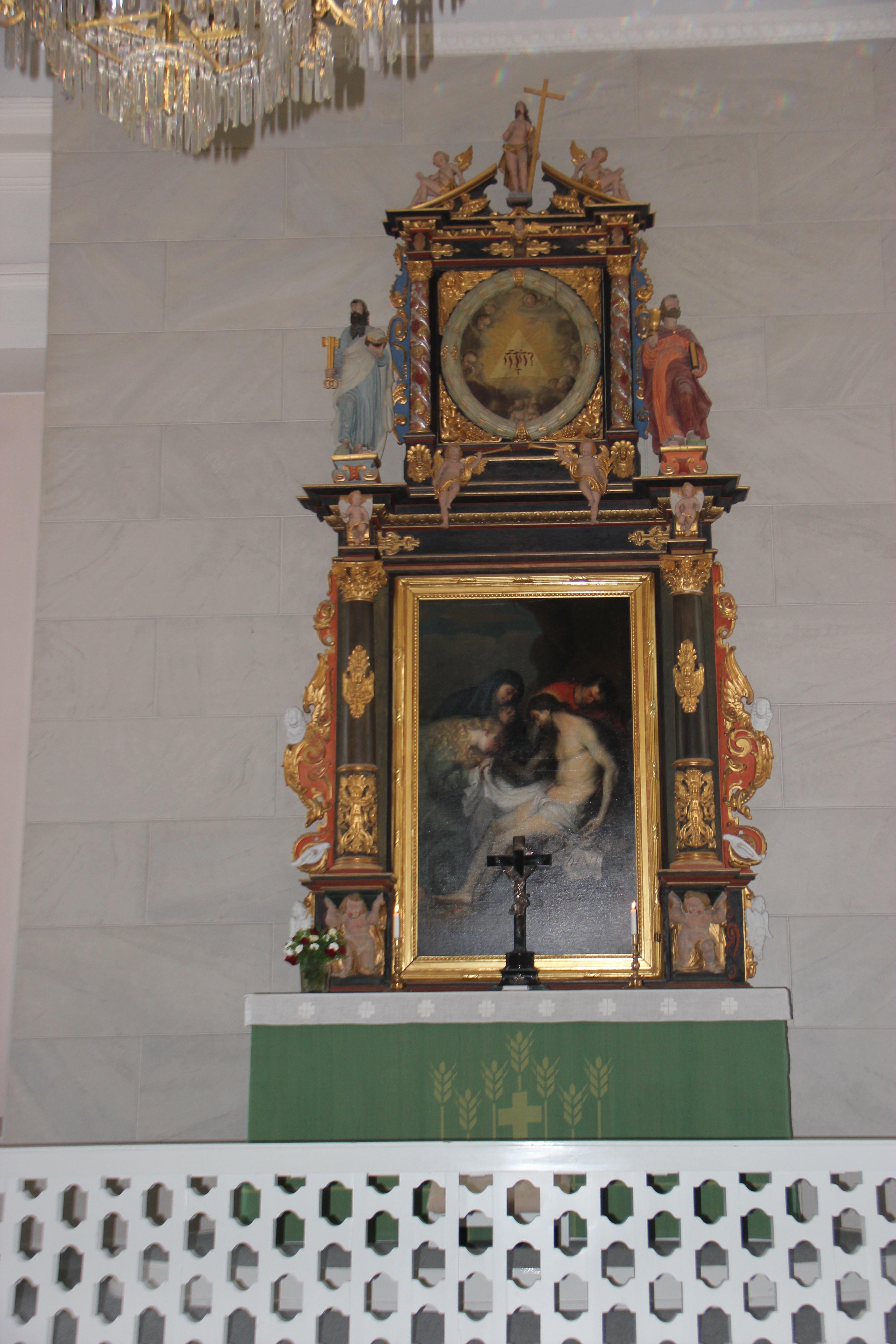
Altaruppsatsen

## Inventarier
En av de finare dyrgriparna som hör till kyrkan är kyrkoherde Sigfridus Aronus Forsius' (kyrkoherde 1621–24) egen, en aning brännskadade, bibel med egenhändiga anteckningar. Den finns numera deponerad i Ekenäs museum och . 
Bland kyrkans inventarier finns ett nattvardskärl från år 1613. Altaruppsatsen har gjorts i Stockholm omkring 1660.  Målningarna är yngre, beställda i Stockholm 1797 och målade av professorn Lorens Pasch den yngre. Deras motiv är Gud som treenig kringsvävad av putti och Kristi begråtelse. 
Predikstolen är ritad av A.-F. Granstedt. 
På kyrkogården finns en minnessten över kyrkoherde Forsius.

### Orgeln
Orgeln byggdes av Anders Thulé och donerades till kyrkan år 1842 av riddaren Berndt Erik Inberg. Sedan dess har den genomgått flera ombyggnader. 1992 återinvigdes orgeln efter en restaurering.